# بن هاپکینز
بن هاپکینز (انگلیسی: Ben Hopkins؛ زادهٔ ۱۹۶۹) یک کارگردان و فیلم‌نامه‌نویس اهل بریتانیا است.
وی کارگردان فیلم‌هایی همچون شمعون مجوسی بوده‌است. وی برنده جایزه بهترین فیلم‌نامه جشنواره بین‌المللی فیلم پرتقال طلایی آنتالیا شده‌است.